# شهرستان کونین
شهرستان کونگن (به لهستانی: Powiat Konin) یک شهرستان در لهستان است که در استان لهستان بزرگ‌تر واقع شده‌است. شهرستان کونگن ۱٬۵۷۸٫۷۱ کیلومتر مربع مساحت و ۱۲۳٬۶۴۶ نفر جمعیت دارد.